# 劔山本宮劔神社
劔山本宮 劔神社（つるぎさんほんぐう つるぎじんじゃ）は、徳島県美馬市木屋平に鎮座する神社。剣山山頂にある関連神社劔山本宮 宝蔵石神社（つるぎさんほんぐう ほうぞうせきじんじゃ）についても併せて記述する。

## 概要
剣山の東方にある一ノ森を経由する登山口の途中、龍光寺藤之池本坊の脇に鎮座している。
創建は不詳だが、剣山（祖谷山）の神社には総じて、元暦2年（1185年）の平家・安徳天皇にまつわる由緒が共有されている。
昭和51年（1976年）9月の風水害による崖崩れで社殿が全壊したため、翌年から剣山山頂の宝蔵石神社で例大祭が行われるようになった。

## 祭神
- 安徳天皇
- 大山祗命

## 宝蔵石神社
祭神は素盞嗚尊と安徳天皇。
剣山山頂のヒュッテ本館の脇に鎮座しており、社殿の裏に宝蔵石と祠がある。

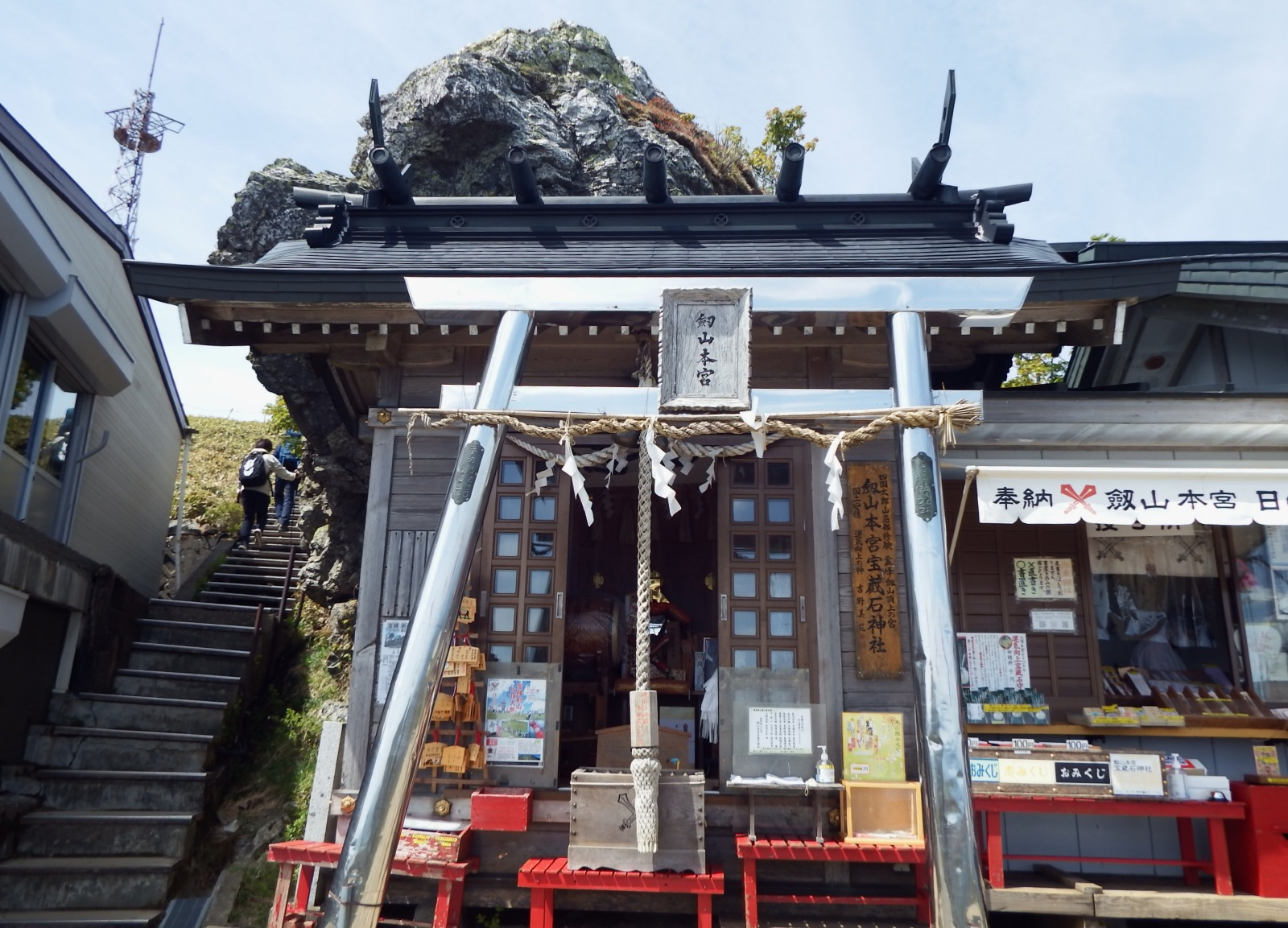
宝蔵石神社 社殿
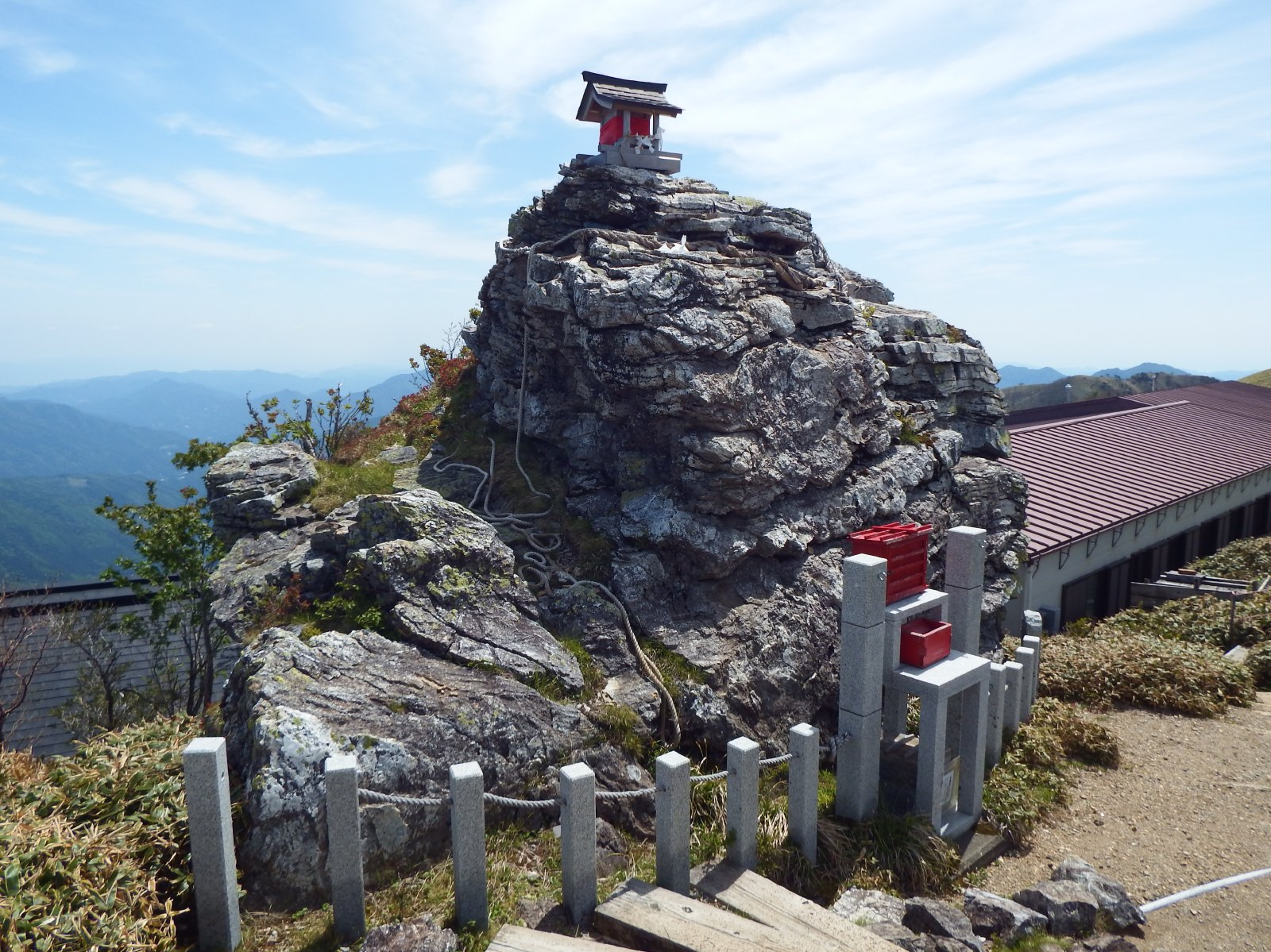
社殿裏の宝蔵石と祠